# Grania algida
Grania algida är en ringmaskart som beskrevs av Rota och Erséus 1996. Grania algida ingår i släktet Grania och familjen småringmaskar. Inga underarter finns listade i Catalogue of Life.